# Christian Nucci
Cet article possède un paronyme, voir Christian Ranucci.
Pour les articles homonymes, voir Nucci.
Christian Nucci, né le 31 octobre 1939 à Turenne (Algérie), est un homme politique français socialiste, qui a été ministre délégué chargé de la Coopération.

## Biographie
Après avoir été instituteur au Maroc, ce pied-noir est nommé professeur d'histoire-géographie sur promotion, en tant que coopérant, au collège de Beaurepaire en Isère. Il adhère au PS en 1973 et est repéré par Louis Mermaz qui croit en son ascension : Christian Nucci devient conseiller général PS du canton de Beaurepaire en 1976, maire de la ville en 1977 puis député dans la 6e circonscription de l'Isère lors des élections législatives de 1978. Du 19 décembre 1981 au 22 octobre 1982, il est haut-commissaire de la République en Nouvelle-Calédonie.
En 1982, à la suite du prolongement de sa mission en Nouvelle-Calédonie, il est remplacé à l'Assemblée nationale par son suppléant René Bourget.
Le 8 décembre 1982, Christian Nucci succède à Jean-Pierre Cot comme ministre délégué auprès du ministre des Relations extérieures, chargé de la Coopération et du Développement. À la suite de la défaite des élections législatives de 1986, il laisse la Coopération à Michel Aurillac.
Il est impliqué et condamné avec Yves Chalier dans l'affaire du Carrefour du développement. L'affaire porte sur un détournement de 27 millions de francs entre 1984 et 1986. Inculpé de détournement de fonds, de faux en écritures publiques et privées par la commission d'instruction de la Haute Cour de justice, Christian Nucci bénéficie d'une loi d'amnistie sur les délits de financement illégal de campagnes électorales.
Il est réélu aux élections cantonales de 2008 dès le 1er tour avec 53,38 % des voix et devient le 5e, puis 2e en 2011, vice-président du conseil général, chargé de l'agriculture, du développement rural et de l'équipement des territoires. Il ne se représente pas aux élections départementales de 2015 lors desquelles son canton disparaît et la droite reconquiert le département.
Franc-maçon, il est membre du Grand Orient de France.

## Détail des fonctions et des mandats
Fonction préfectorale
- 19 décembre 1981 - 22 octobre 1982 : Haut-commissaire de la République en Nouvelle-Calédonie

Mandats locaux
- 1977 - 1983 : Maire de Beaurepaire
- 1983 - 1989 : Maire de Beaurepaire
- 1989 - 1995 : Maire de Beaurepaire
- 1995 - 2001 : Maire de Beaurepaire
- 2001 - 2008 : Maire de Beaurepaire
- 1976 - 1982 : Conseiller général du Canton de Beaurepaire
- 1982 - 1988 : Conseiller général du Canton de Beaurepaire
- 1988 - 1994 : Conseiller général du Canton de Beaurepaire
- 1994 - 2001 : Conseiller général du Canton de Beaurepaire
- 2001 - 2008 : Conseiller général du Canton de Beaurepaire
- 9 mars 2008 - 29 mars 2015 : Conseiller général du Canton de Beaurepaire et 5e vice-président chargé de l'agriculture, du développement rural et de l'équipement des territoires
- 2014 : conseiller municipal à Beaurepaire et Président de la Communauté de Communes du Territoire de Beaurepaire

Mandats parlementaires
- 19 mars 1978 - 22 mai 1981 : Député de la 6e circonscription de l'Isère
- 21 juin 1981 - 15 juin 1982 : Député de la 6e circonscription de l'Isère
- 16 mars 1986 - 14 mai 1988 : Député de l'Isère

Fonctions ministérielles
- Ministre délégué auprès du ministre des Relations extérieures, chargé de la Coopération et du Développement du gouvernement Pierre Mauroy (2) (du 8 décembre 1982 au 22 mars 1983)
- Ministre délégué auprès du ministre des Relations extérieures, chargé de la Coopération et du Développement du gouvernement Pierre Mauroy (3) (du 24 mars 1983 au 23 juillet 1984)
- Ministre délégué auprès du ministre des Relations extérieures, chargé de la Coopération et du Développement du gouvernement Laurent Fabius (du 23 juillet 1984 au 20 mars 1986)

## Inauguration
En sa qualité de ministre, il inaugure le 13 juillet 1984 en compagnie de Louis Mermaz et Jack Ralite le musée de la Révolution française.